# الحجاب في دول العالم

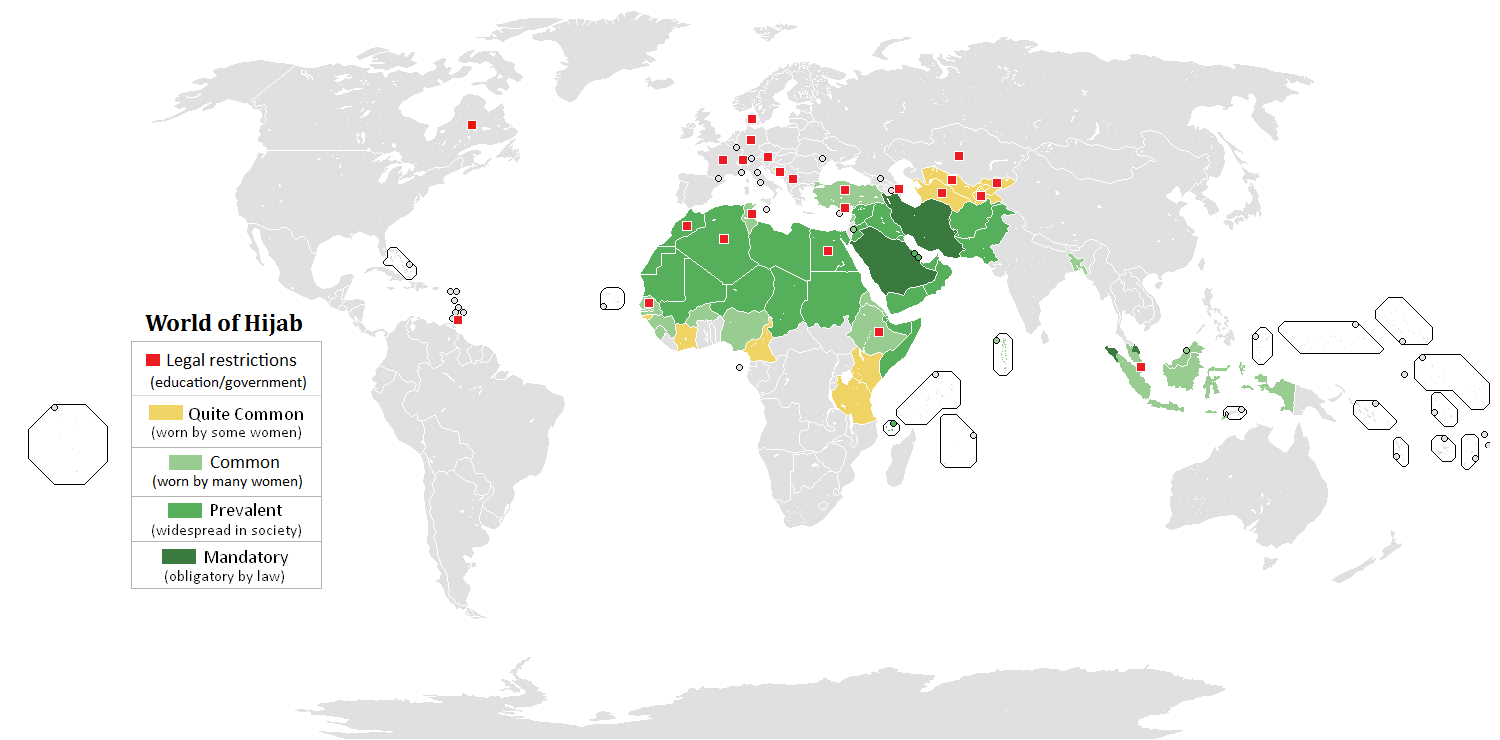
خارطة توزيع الحجاب في دول العالم، اللون الأخضر الغامق يدل على كثافة انتشار الحجاب والأصفر على قلته

الحجاب (الجمع: أَحْجِبَة أو حُجُب) في الإسلام هو لباس يستر جسد المرأة باستثناء الوجه والكفين. وهو أحد الفروض الواجبة على المرأة في الشريعة الإسلامية. ولغويا الحجاب هو الساتر، وحجب الشئ أي ستره، وامرأة مُحَجَّبَة أي امرأة قد سُترت بستر. وجاء في سورة مريم في الآية 17: ﴿فاتخذت من دونهم حجابا فارسلنا اليها روحنا فتمثل لها بشرا سويا﴾ أي: «فاتخذت من دون أهلها سترا يسترها عنهم وعن الناس» 
أحياناً ما يسمى غطاء الرأس والشعر والأذنين والرقبة بالحجاب في الأوساط العربية والإسلامية
يختلف تبعا لثقافة وقانون كل دولة. فعلى سبيل المثال، هناك دول -من بينها فرنسا (منذ عام 2004)- تمنع ارتداء جميع ما يرمز إلى الدين بشكل صريح؛ يشمل ذلك الحجاب (الطرحة للمسلمات، حرفيا في العربية يعني «الستر»)، في المدارس الحكومية والجامعات أو الأماكن الحكومية.
تونس (منذ 1981 وتم رفعه عام 2011) وتركيا (منذ 1997 حتى 2008) هما الدولتان الوحيدان ذو الأغلببية المسلمة تمنعان الحجاب في المدارس الحكومية والجامعات أو الأماكن الحكومية. بينما في سوريا تم حظر ارتداء النقاب في الجامعات منذ تموز/يوليو 2010
. تم رفع ذلك الحظر أثناء مرحلة الانتفاضة الشعبية في الحرب الأهلية السورية. ومن ناحية آخرى، في دول إسلامية آخرى مثل المغرب، يوجد قيود وتفرقة تجاه المرأة التي ترتدي الحجاب. وبالتالي الحجاب في هذه الحالة يعتبر دليل على فكر سياسي إسلامي أو الأصولية ضد الحكومة العلمانية.
اللباس في الإسلام -لاسيما أغطية الرأس التي ترتديها المراة المسلمة- أصبح رمزا بارزا ودليلا عل وجود الإسلام في أوروبا الغربية. في العديد من الدول، أدى الالتزام بهذا الحجاب إلى خلافات سياسية واقتراحات بشأن فرض حظر قانوني. قرر برلمان هولندا حظر ارتداء ما يغطي الوجه، ويوصف شعبيا ب«حظر البرقع»، بالرغم من أنه لا يطبق فقط على البرقع الأفغاني. كما تم إصدار قوانين مماثلة في كل من فرنسا وبلجيكا.
هناك دول آخرى تناقش تشريعات مماثلة أو حظر بشكل محدود. بعضها لاينطبق إلا على ما يغطي الوجه مثل: البرقع، والبيشة، والنقاب. ومن ناحية آخري، هناك تشريعات آخرى تتصل بأي ملابس ترمز إلى الدين الإسلامي مثل: الخمار؛ وهو نوع من الحجاب. (هناك بعض الدول لديها قوانين تمنع ارتداء الأقنعة في الأماكن العامة، وذلك يمكن تطبيقه على الحجاب الذي يخفي الوجه). لتلك القضية أسماء مختلفة في مختلف الدول، وييمكن استخدام «النقاب» أو «الحجاب» كمصطلحات عامة أثناء النقاش، وهو ما يمثل أكثر من كونه مجرد حجاب أو مفهوم الاحتشام متجسدا في الحجاب.
بالرغم من أن البلقان وأوروبا الشرقية بهما سكان أصليين مسلمين، إلا أن معظم المسلمين في أوروبا الشرقية أعضاء جاليات مهاجرة. لذلك فقضية الزي الإسلامي ترتبط بقضايا الهجرة ووضع الإسلام في أوروبا الغربية.

## أوروبا

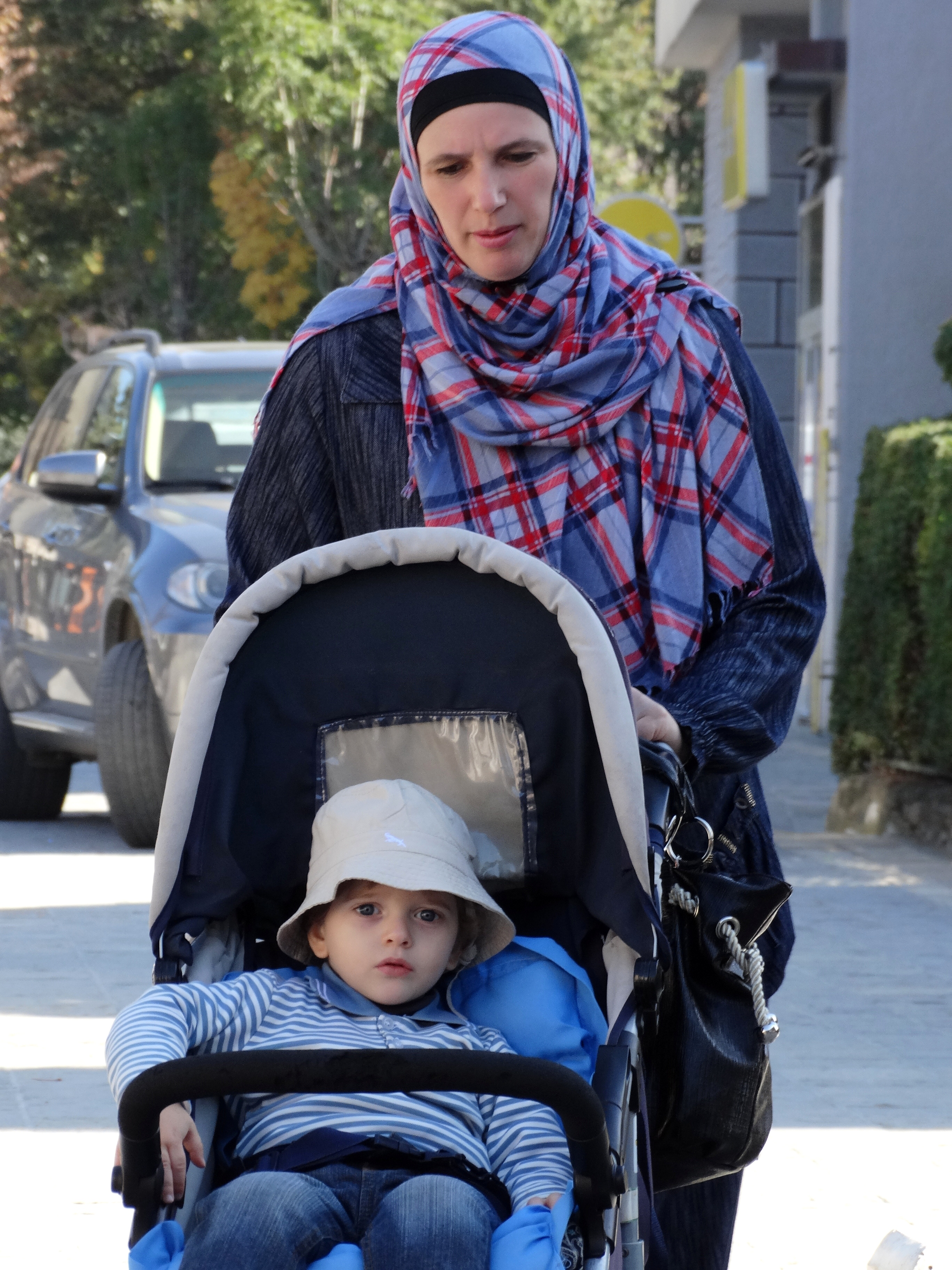
مسلمة ألبانية في بريزرن، كوسوفو

ذكر المفوض الأوروبي فرانكو فراتيني في تشرين الثاني/نوفمبر 2004، أنه لا يفضل حظر البرقع. هذا من الواضح أنه أول تصريح رسمي بخصوص قضية حظر الزي الإسلامي من قبل المفوضية الأوروبية، السلطة التنفيذية في الاتحاد الأوروبي يمكن اعتبار الزي الإسلامي كرمز لوجود مجتمع متوازي، والفشل في توحيد طبقات المجتمع. ففي عام 2006 وصفه رئيس الوزراء البريطاني توني بلير كدليل على الانفصال. هناك رموز واضحة لصراع ثقافي غير مسيحي مع الهوية الوطنية في الدول الأوروبية، والذي يفترض حدوث ثقافة مشتركة (غير دينية). من المحتمل ارتباط الاقتراحات بحظر الحجاب بمحظورات ثقافية أخرى، حيث اقترح السياسي الهولندي خيرت فيلدرز حظر الحجاب، والمدارس الإسلامية، والمساجد الجديدة، بالإضافة إلى منع الهجرة لغير الغربيين.
وفي فرنسا وتركيا، ينصب التركيز على الطبيعة العلمانية للدولة، وعلى الطبيعة، التي يرمز إليها الزي الإسلامي. ويُطبق الحظر في مؤسسات الدولة (كالمحكمة وخدمة مدنية)، بالإضافة إلى التعليم، الذي تموله الحكومة. هذا الحظر يشمل أيضا ارتداء الحجاب الإسلامي -الذي يعتبر في بعض الدول أقل إثارة للجدل- بالرغم من أعضاء المحكمة يحظر عليهم ارتداء الحجاب في هولندا بحجة حيادية الدولة.

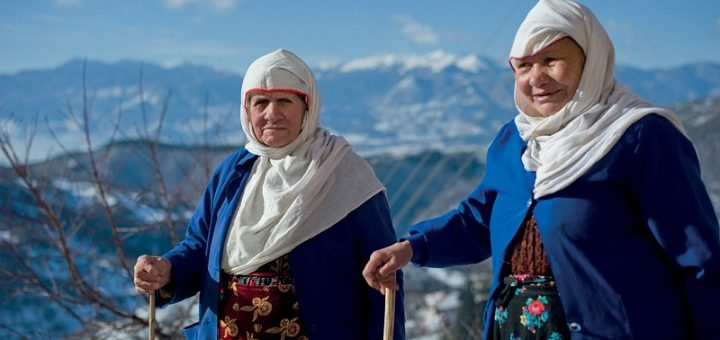
نساء عرقية البوماك المسلمة في بلغاريا

في عام 2016، اعتمد البرلمان البلغاري حظرًا على ارتداء البرقع والملابس، التي تغطي الوجه في الأماكن العامة. سن البرلمان البلغاري الحظر على أساس المخاوف الأمنية، ولكن الحظر أثار الصراع، حيث أن 10٪ من سكان البلاد يعتبرون مسلمين. تواجه النساء، اللائي ينتهكن حظر البرقع غرامات تصل إلى 770 يورو (~ 848 دولارًا أمريكيًا) ويتم تعليق مزايا الضمان الاجتماعي الخاصة بهن.
في خريف عام 2017، نظرت الحكومة الدنماركية في اعتماد قانون يحظر على الأشخاص ارتداء «البرقع والنقاب والملابس، التي تخفي الوجه بطريقة تضعف التعرف». قوبل الاقتراح بدعم من أكبر ثلاثة أحزاب سياسية  وتم تمريره ليصبح قانونًا في 31 مايو 2018، ليصبح من قانون العقوبات الدنماركي، الذي ينص على أنه «مكان يرتدي قطعة من الملابس، التي تغطي وجه الشخص المذكور يتعرض لغرامة» مع استثناء للأغطية التي تخدم«غرضًا جديرًا بالثقة»(مثل المعدات الرياضية والحماية من البرد وأقنعة الكرنفالات والحفلات التنكرية وما إلى ذلك). دخل القانون حيز التنفيذ في 1 أغسطس 2018. في اليوم الأول من تطبيق حظر البرقع، احتشد مئات المتظاهرين مرتدين النقاب في الأماكن العامة. وفقًا للحظر، فإن ارتداء البرقع أو النقاب في الأماكن العامة يمكن أن يؤدي إلى غرامة قدرها 1000 كرونة (~ 156 دولارًا أمريكيًا) في حالة ارتكاب مخالفات لأول مرة، وترتفع إلى 10000 كرونة. (1560 دولارًا أمريكيا) في حالة المخالفة الرابعة.  بموجب الحظر، صدرت تعليمات للشرطة، بأن تأمر النساء بخلع حجابهن أو مغادرة الأماكن العامة. وضباط الشرطة، الذين لا يمتثلون لأوامر الحظر يتعرضون للغرامة.

## في العالم الإسلامي

### أفغانستان

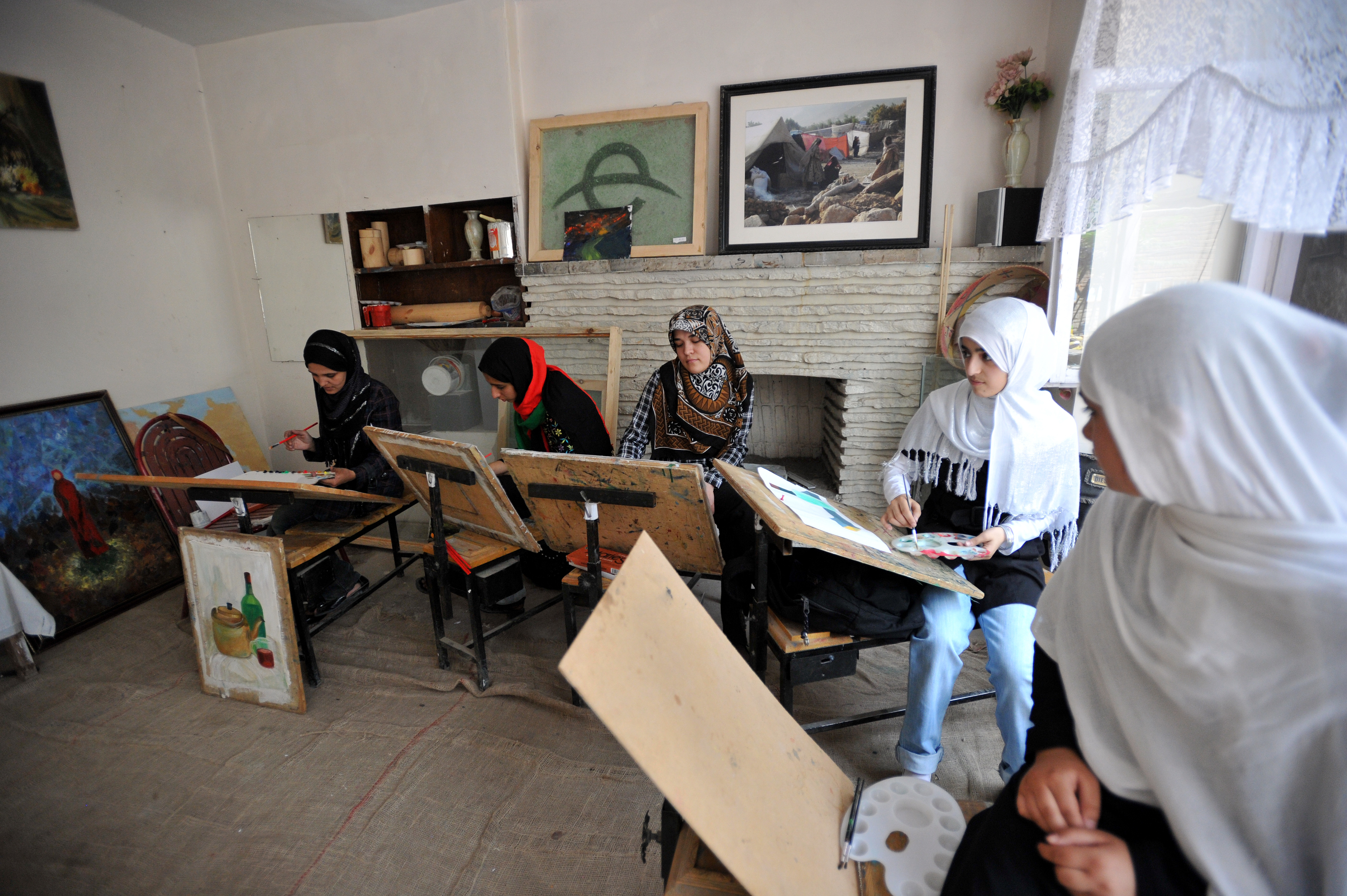
طالبات فنون في أفغانستان.

تحت حكم طالبان، كان البرقع إلزاميا. بينما لم تعد تلك هي القضية بشكل رسمي، إلا أنه لا يزال هناك ضغط اجتماعي شديد على ارتداء البرقع. فلقد اتُهم الرئيس الأفغاني حامد كرزاي من قبل النقاد بتنازله عن حقوق المرأة من أجل إرضاء المتمردين.

### بنجلاديش
لا يوجد قوانين تلزم المرأة بتغطية رأسها. كان غالبًا ترتديه النساء في المناطق الريفية، وعدد قليل من المناطق الحضرية، لكن في الآونة الأخيرة ازداد عدد النساء، اللاتي ارتدين الحجاب. منذ انتخاب الحزب العلماني رابطة عوامي عام 2008، حدثت زيادة في القمع ضدالنساء، اللواتي يرتدين الحجاب. ذكرت عدة تقارير، أنه كثيرًا ما تعرضت النساء إلى التحرش أو المضايقات أو الطرد من السكن الجامعي. يعتبر الحجاب رمز للإسلام، وماتقوم به الحكومة من قمع بسبب رؤيتها ورغبتها في جعل بنجلاديش علمانية.

### مصر

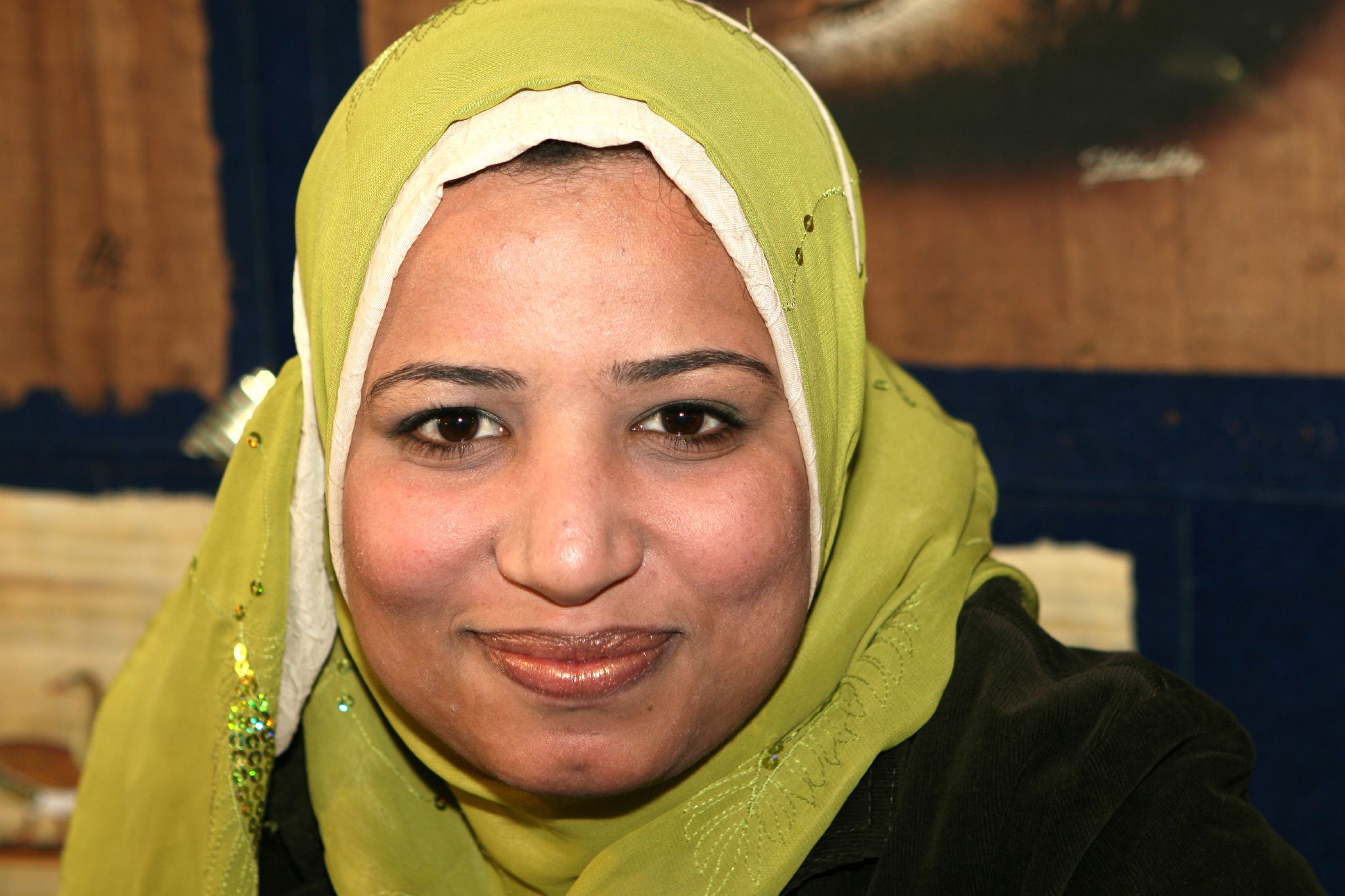
امرأة مصرية ترتدي الحجاب في القاهرة.

عام 1923،هدى شعراوي التي كانت تنتظر الصحافة- حيث قامت بخلع الحجاب كرمز للتحرر. اختفى الحجاب تدريجيا خلال العقود التالية، لدرجة أنه بحلول 1958 ذكرت صحيفة يونايتد برس إنترناشيونال أن «الحجاب لم يعد معروفا هنا». وبالرغم من ذلك، ظهر الحجاب مجددا منذ 1970 وصاحبه إحياء عالمي لتقوى الإسلام. ووفقا لصحيفة نيويورك تايمز، حوالي 90% من النساء المصريات في الوقت الحالي يرتدين الحجاب.
عدد قليل من النساء يرتدين النقاب، خوفا من أن يمثل ذلك معارضة سياسية إسلامية متطرفة. ففي مصر، هو يرتبط بشكل سلبي بالنشاط السلفي السياسي. وضعت الحكومة عدة قيود على ارتداء الحجاب -التي تراه كرمز سياسي-، ففي عام 2002، تم استبعاد اثنين من المذيعين من محطة تلفزيون تابعة للدولة حينما قررا ارتداء الحجاب أثناء ظهورهما على التلفزيون الوطني. حاولت ذات مرة كل من الجامعة الأمريكية بالقاهرة وجامعة حلوان منع دخول المنتقبات عامي 2004 و 2007. وفي أكتوبر 2009، أصدر محمد طنطاوي -رئيس جامعة الأزهر- فتوى؛ تفيد بأن النقاب ليس مفروضا في الإسلام. وأفادت التقارير أنه سأل طالبة في أحد الفصول الدراسية أن تخلع النقاب، وأخبرها بأن النقاب تقليد ثقافي ليس له أهمية إسلامية.

### غامبيا
في غامبيا، قليل من النساء يرتدين الحجاب؛ نظرا لأن غامبيا دولة علمانية ولا تفرض ارتداء الحجاب على المرأة.

### إندونيسيا
في إندونيسيا يستخدم المصطلح «جلباب» للإشارة -بدون استثناء- إلى الحجاب. بموجب القانون الوطني والإقليمي الإندونيسي، يعد ارتداء الحجاب اختياريا وليس إجباريا.
الحجاب هو ظاهرة جديدة نسبيا في إندونيسيا، حتى قبل التأثير الغربي، معظم النساء الإندونيسيات –خاصة الجاويات- نادرًا ما يغطين رؤوسهن فيما عدا أوقات الصلاة. وحتى بعد ذلك، يتم تغطية الشعر بقطعة قماش شفاف.
في عام 2008، أصبحت إندونيسيا تضم أكبر عدد من مسلمي العالم. وبالرغم من ذلك، فإن دستور بانكسيلا إندونيسيا يوفر حماية حكومية متساوية لأربع أديان تقرها الدولة وهم: الإسلام، المسيحية (كاثوليكية وبروتستانتية)، البوذية، والهندوسية، بدون تحديد دين الدولة أو دينها الرسمي.

### إيران
منع رضا بهلوي - ملك الدولة البهلوية في القرن العشرين- الشادور وجميع أنواع الحجاب عام 1936، باعتباره تعارضاً مع طموحاتهم للتحديث والتطور. تبعًا لهذا القرار الفردي للشاه البهلوي، كثيرًا من النساء المسلمة بقيت في البيت لحفظ الحجاب أولًا والاحتجاج ضد قرار الشاه ثانيًا. أما بعد انتصار الثورة الإسلامية فقد صوّتَ الشعب الإيراني بالحكم الإسلامي في بلدهم وبالتبسيط يمكن أن نوضّح مراحل قانون إجبار الحجاب في إيران بالشكل التالي:
1. بعد انتصار ثورة الإيران الإسلامية صوّت الشعب الإيراني بالإيجاب بأكثرية 98.2% ممن كان لهم الحق في التصويت على أن نظام الحكم في إيران هو "الجمهوري الإسلامي[الفارسية]" وهو كان من خلال الاستفتاء العام الذي جرى في 10 و 11 من فروردين سنة 1358 هجرية شمسية، الموافق لـ30 و 31 مارس 1979م.
2. كانت الخطوة التالية هي التفكير في وضع الدستور؛ فانتخبت الأمة الإيرانية أعضاء المجلس التشريعي للقانون الأساسي[الفارسية] (أو مجلس منتخب من الخبراء) من خلال الانتخابات التي جرى في 12 مرداد سنة 1358ه.ش (3 آب / أغسطس 1979م)؛ وترأس المجلس بعد تشكيله آیت الله حسینعلی منتظری ونائبه بهشتي[الفارسية] فتم فيه وضع الدستور في صيغته النهائية قبل عرضه للتصويت الشعبي.
3. الاستفتاء الشعبي للدستور الإيراني[الفارسية]: جرى الاستفتاء العام نفسه وأقبل المواطنون الإيرانيون على صناديق الاقتراع ويشارك أكثر من 75% من الرجال الإيرانيين والنساء الإيرانيات فيها وأكثر من 95% من المشتركين ويصوتوا إيجابًا له.[30] فأكد الدستور بالوجوه الإسلامية وبأن واحد من الأسس في تأمين القسط والعدالة، والاستقلال السياسي، والاقتصادي، والاجتماعي، والثقافي، والتلاحم الوطني هو الاجتهاد المستمر من قبل الفقهاء جامعي الشرائط، على أساس القرآن الكريم والسنة.[31]
4. قانون الحجاب الإجباري في البرلمان: لم يصدر قانوناً لإجبار الحجاب حتي سنة 1363ه.ش (1984م). هناك خلاف حوله بين رجال الثورة والمثقفين فالسماحة خميني(مؤسس الثورة) من موافقينه[32] والسماحة طالقاني قد يعد من مخالفي الإجبار القانوني.[33] في النهاية بعد 6 سنوات من الثورة تقريباً أصدر البرلمان قانون العقوبات الإسلامية الذي صرح في مادة 102 ب "تواجه كل من تظهر في الأماكن العامة وهي لا ترتدي الحجاب بحكم 72 ضرباً بالسوط" ثم في السنوات التالية اهتم بموضوع الحجاب أكثر دقة فنرى في مادة 2 من قانون عقوبة تأديبية[34] لمنتهك قانون الحجاب:"1-النصيحة والتذكر 2-التوبيخ واللومة 3-التهديد 4-10-20 ضربة سوط أو دفع غرامة تعادل ما بين 20000-200000 ريال إيراني 5-و في المرحلة الأخيرة 20-40 ضربة بالسوط أو دفع غرامة تعادل ما بين 20000-200000 ريال إيراني.
5. تم التصويت على القوانين المختلفة والمتكاملة حتى السنة 1384 ه.ش ففي هذا العام قرر "المجلس الاعلى للثورة الثقافية[الفارسية]" قانون الحجاب والعفاف كوثيقة شاملة للموضوع ووضح فيه وظائف الأنظمة التنفيذية بصورة متناسقة وقد سعى أن يبنى الوظائف على أساس الكرامة فمن سياساته العامة هي:

- بسبب التاثير السلبي في العملاء يجب الإشراف على مراعاة الحجاب والعفاف في الأنظمة الحكومية والعامة، والتأكيد على ضرورة مراعاة بساطة الملبس والمظهر في مكان المهنة.
-إنشاء المراكز المتعددة لتصميم النماذج، وعرض الطراز المناسبة والمتنوعة، وخلق فضاء المنافسة الصحيحة بين المنتجين.
- التأصيل لثقافة العفاف عن طريق المنتجات الثقافية-الفنية المتنوعة.
و...

### الأردن
لم تصدر أي مؤسسة عامة أي قوانين من شأنها فرض أو حظر ارتداء الحجاب. أثناء حقبة الثمانينات، ازداد ارتداء الحجاب. ومع ذلك، كان الحجاب سائدا بين الطبقات الوسطى والدنيا. أما بالنسبة للحجاب الذي يغطي الوجه فضلا عند الشادور فارتدائهم نادر.[بحاجة لمصدر]

### لبنان
أصبح ارتداء الطرح أكثر شيوعا منذ الغزو الإسرائيلي على لبنان في 1980. مراعاة هذا التقليد يتراوح بين عدم ارتداء طرح على الإطلاق إلى مجرد ارتداء الحجاب والشادور

### ماليزيا

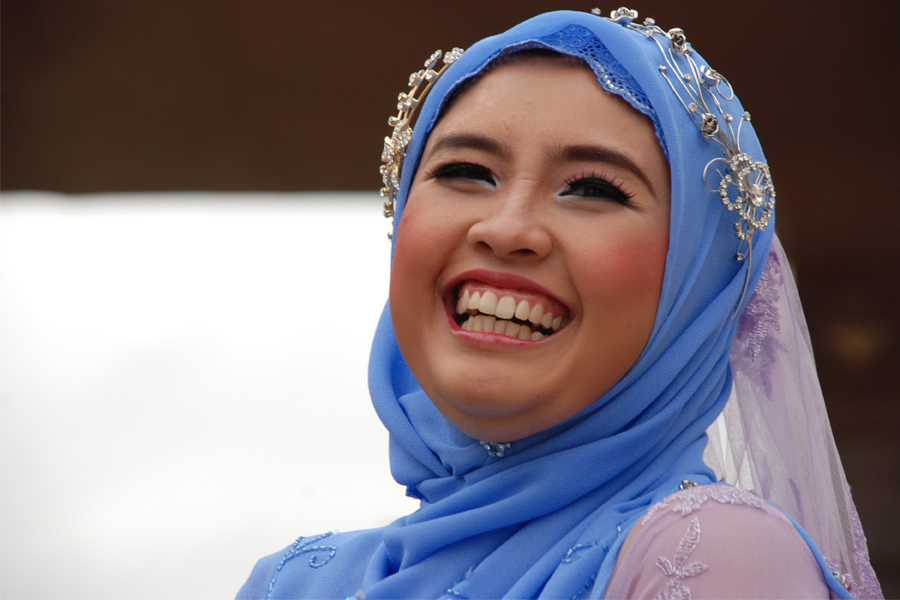
امرأة ماليزية ترتدي الحجاب

### المغرب
لا تشجع المؤسسات الحكومية ارتداء الحجاب، وكانت الطبقة العليا والوسطى -بصفة عامة- ترفضانه، لكنه لم يكن ممنوعا بموجب القانون. أصبح الحجاب أكثر شيوعا تدريجيا في الشمال، لكنه ليس تقليدا وإنما قرار ديني أو سياسي. وفي عام 2005، اُنتقد بشدة كتاب مدرسي للتعليم الديني الأساسي لتصويره فتيات يرتدين الحجاب. تم إزالة صورة الفتاة التي ترتدي الحجاب بعد ذلك من الكتب المدرسية. الحجاب يمنع بقوة وضمنيا في الجيش المغربي والشرطة.

### باكستان
لا يوجد في باكستان قوانين تمنع أو تفرض الحجاب. هناك دراسات أجريت في باكستان تشير إلى أن معظم النساء اللاتي يرتدين الحجاب كان ذلك بكامل إرادتهم.
في باكستان، معظم النساء يرتدين سلوار قميص؛ ويتكون من قميص واسع وسروال واسع فضفاض فهي مجموعة تغطي الذراعيين والساقين والجسم. يتم ارتداء وشاح دوباتا فضفاض حول الكتفين وأعلى الصدر، إظهار الشعر يعتبر وقاحة ومن الذوق السيئ. يرتدي الرجال أيضا ثوبا مماثلا، لكن النساء فقط يمكنهن ارتداء الحجاب في الأماكن العامة. ترتدي العديد من النساء أشكال آخرى من الحجاب لكنها تختلف في التصميم. فعلى سبيل المثال، في خیبر بختونخوا والمناطق القبلية الخاضعة للإدارة الاتحادية، ترتدي معظم النساء البرقع الأسود أو الشادور من أعلى الرأس إلى أخمض القدمين. بينما في باقي المحافظات - بما في ذلك آزاد كشمير - ترتدي معظم النساء الدوباتا (وشاح طويل يطابق ملابس المرأة). أصبح الحجاب جنبا إلى جنب مع الدوباتا لا يحظى بشعبية بين جيل الشباب. في حين يتم ارتداء البرقع بشكل رئيسي في وادي سوات والمناطق الإسلامية، ومع ذلك، فهو موجود في جميع أنحاء البلاد بما في ذلك التجمعات السكانية الحضرية.
من المتوقع أن يرتدي الغربيون ملابس محتشمة أيضا. يلاحظ المجتمع الباكستاني عادات الزي التقليدي، لذلك من المستحسن ارتداء النساء تنورات طويلة وسراويل فضفاضة أو ارتداء سلوار قميص تقليدي في الأماكن العامة. ففي المدن الكبر، بعض النساء يرتدين الجينز والزي الكاكي، خاصة في الأماكن العادية مراكز التسوق وأماكن التنزه. ومن ناحية آخرى، يعتبر الزي الرجالى أكثر راحة، بالرغم من أن السراويل القصيرة ليست شائعة. والجدير بالذكر أن ارتداء القميص بلا أكمام والبكيني وتنورة قصيرة في الأماكن العامة يعتبر غير لائق ومن المحرمات الاجتماعية.

### المملكة العربية السعودية
وفقا لمعظم العلماء السلفيين السعوديين، عورة المرأة أمام الرجال الأجانب تشمل جسمها كاملا بما في ذلك وجهها ويديها. لذلك من المتوقع أن تغطي أغلبية النساء السعوديات وجههن في الأماكن العامة.

### الصومال

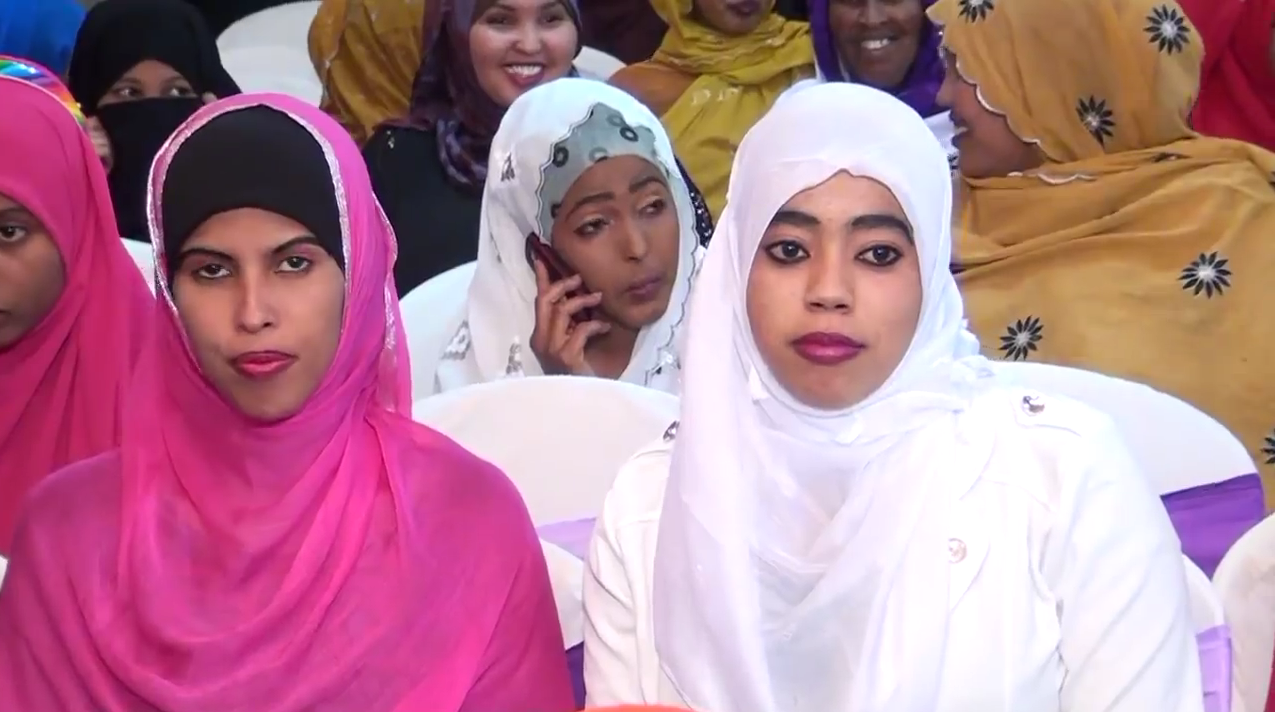
نساء صوماليات يرتدين الحجاب.

طبقا للأنشطة الاعتيادية واليومية، ترتدي المرأة الصومالية الجوانتينو؛ وهو عبارة عن قطعة قماش كبيرة مربوطة حول الكتف وملفوفة حول الخصر. أما في المناسبات الرسمية كحفلات الزفاف أو الاحتفلات الدينية مثل: عيد الفطر فعادة ما ترتدي المرأة الديراك

### سوريا
أعلن غيث بركات وزير التعليم العالي السوري أن الحكومة سوف تمنع ارتداء الحجاب الذي يغطي الوجه كاملا في الجامعات. ومن بين الملابس التي تم حظرها النقاب، ولكن ليس الحجاب أو الملابس التي لا تغطي الوجه كاملا. وذكر المسؤل أن النقاب يتعارض مع المبادئ العلمانية والأكاديمية في سوريا.

### تونس
تونس هي دولة علمانية بشكل رسمي، تم منع الحجاب وحظره في الأماكن العمومية ومواطن العمل الحكومية خلال فترة حكم زين العابدين بن علي إلا أن بعد صدور الثورة أصبح الحجاب متاحًا في كل مكان وليس هناك أي رفض أو جبر لخلعه. بعد مضي الثورة، أصبح من الممكن للتونسيات إرتدائه إلا أن نسبة المحجبات في تونس ضئيلة مقارنة بالبلدان المجاورة( إذ يقتصر على كبار السن فقط و المناطق الداخلية للبلاد ) و هذا يعود إلى سياسة الدولة العلمانية المكرسة للمبادئ البورقيبية .

### تركيا
تركيا تُعتبر دولة علمانية. تم منع الحجاب في الجامعات والأماكن العامة حتى أواخر 2013 ولكن تم إلغاء هذا القرار لاحقًا وتم اعتبار الحجاب اختياريًا – شَمِل هذا المكتبات والأماكن الحكومية. كان هذا المنع أول مرة أثناء انقلاب 1980 في تركيا. على مر السنين،  قامت المؤسسة العلمانية بالقبض على  بعض النساء بسبب رفضهم خلع الحجاب أو احتجاجهم ضد قانون الحظر (قبل 2013).

## الشرق الأوسط الكبير

### فلسطين
الحجاب مختلف فهو النقاب والاميرة والمتدين والفلسطيني .

## الاتحاد السوفيتي
لم يكن من المعروف ارتداء الحجاب حتى سقوط الاتحاد السوفيتي

## أستراليا
بحلول آيار/مايو 2012، عدّلت أستراليا -الأكثر تعدادا في السكان- قانونها بحيث تجعل المرأة المسلمة تخلع حجابها إذا طلب منها أحد موظفي الدولة ذلك.

## أمريكا الشمالية

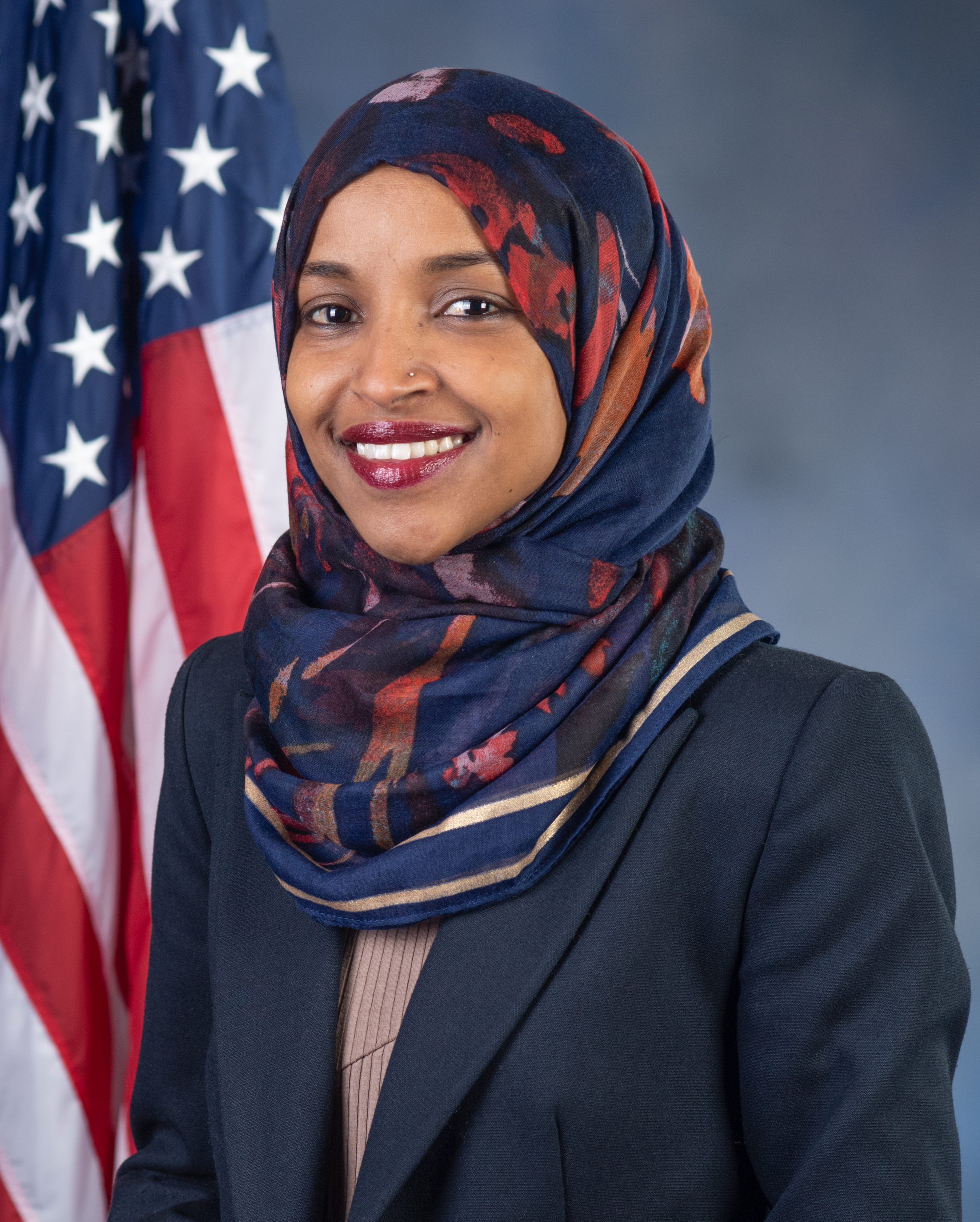
النائبة إلهان عمر

### كندا
في 12 كانون الأول/ديسسمبر 2011، منعت كندا تغطية الوجه أثناء القسم للحصول على الجنسية.
ذكر محمد المصري، الرئيس السابق -المثير للجدل- للكونغرس الكندي الإسلامي، أنهه ليس هناك سوى أقلية ضئيلة من الكنديات المسلمات اللتي يرتدين بالفعل هذا النوع من الحجاب. أضاف أيضا أنه يجب إعطاء الحرية الكاملة للمرأة لاختيار ارتدائه أم لا، كمسألة متعلقة بالثقافة وليس الدين. انتقد الكونغرس الكندي الإسلامي القانون المقترح الذي يطلب أن يظهر جميع الناخبين وجوههم قبل الإدلاء بأصواتهم. ووصفوها بأنها فكرة غير ضرورية؛ بدعوى أنها من شأنها تعزز فكرة التفرقة ضد المسلمين

### المكسيك
ليس هناك حظر على بنود ملابس المسلمين. فالمادة الأولى من الدستور السياسي للولايات المتحدة المكسيكية تنص على حماية الجميع ضد التفرقة القائمة على أساس الدين أو الأصل العرقي أو المنشأ الوطني. بينما تمنح المادة السادسة من الدستور حرية التعبير لجميع المكسيكين بما في ذلك طريقة اختيار ملابسهم.
يعتبر المجتمع الإسلامي مجتمع أقلية. وفقا لمنتدى فوروم للدين والحياة العامة، هناك حوالي 3,700 مسلم في المكسيك اعتبارا من عام 2010، وهو ما يمثل 0.003٪ من إجمالي السكان. هناك غياب شبه كامل للمعرفة بالإسلام في المكسيك، وأي اهتمام به هو فضول أو تسامح أكثر من كونه كراهية أو عنصرية. يرى بعض المسلمون أنه من الأسهل التأقلم إذا كان هناك تراخي أكثر مع تعاليم دينهم؛ ارتداء الحجاب على سبيل المثال. يمكن أن تختلف ملابس النساء المسلمات عن غير المسلمات من خلال الحجاب أو الشادور.

### الولايات المتحدة الأمريكية
يمكن لأي امرأة مسلمة إرتداء الحجاب بسبب قانون الحرية